# Chemnitzer Theaterpreis
Der Chemnitzer Theaterpreis wird von einer Jury aus Theaterschaffenden, Kritikern und einem Mitglied des Chemnitzer Theaterfördervereins für zeitgenössische deutschsprachige junge Dramatik vergeben. Schirmherr war u. a. Lutz Hübner, ein Autor deutschen Gegenwartstheaters.

## Geschichte
Das Theater Chemnitz vergab den Preis erstmals 2014. Er ist mit 5000 Euro dotiert. Gefördert werden sollen Autoren, die am Anfang ihres professionell dramatischen Schaffens stehen und sich mit virulenten Themen der Gegenwart künstlerisch auseinandersetzen. War der Preis zunächst ausschließlich für Autoren bis 35 Jahre ausgeschrieben, so wurde die Altersbegrenzung 2017 erstmals aufgehoben. Mit der Prämierung ist die Option einer Uraufführung am Chemnitzer Schauspiel verbunden.

## Preisträger
- 2014 Martin Bauch – Die Erben des Galilei
- 2015 Jan Peterhanwahr – Zerstörte Seele
- 2016 Uta Bierbaum – Die Zärtlichkeit der Hunde[1]
- 2017 Azan Garo – INNEROUTERCITY[2]
- 2018 Sören Hornung – Sieben Geister[3]
- 2019 Natalie Baudy – Rauschen - Oder: Wenn Du nicht existiert, geh mir bitte aus dem Licht. Danke![4]